# 高昌石窟
高昌石窟又稱古高昌石窟群，是位於中華人民共和國新疆維吾爾自治區吐鲁番市和鄯善縣境內的佛教石窟，高昌石窟共有4個石窟群以及194個洞窟，國家編號洞窟90個，其中就包括柏孜克里克千佛洞、吐峪沟千佛洞、拜西哈尔千佛洞、奇康湖千佛洞和雅尔湖千佛洞等。最早的洞窟建於596年，最晚的洞窟建於15世紀初年。19世纪末20世纪初，俄、德、英、日等国探险家和考古家前往高昌石窟考察，拍摄，有的人還搬走塑像或切割壁画，把石窟內的文物运往中國以外的地方。